# TT95
TT95 (Theban Tomb 95) è la sigla che identifica una delle Tombe dei Nobili ubicate nell’area della cosiddetta Necropoli Tebana, sulla sponda occidentale del Nilo dinanzi alla città di Luxor, in Egitto. Destinata a sepolture di nobili e funzionari connessi alle case regnanti, specie del Nuovo Regno, l'area venne sfruttata, come necropoli, fin dall'Antico Regno e, successivamente, sino al periodo Saitico (con la XXVI dinastia) e Tolemaico.

## Titolare
TT95 era la tomba di:
| Titolare | Titolo                | Necropoli           | Dinastia/Periodo              | Note                                              |
| -------- | --------------------- | ------------------- | ----------------------------- | ------------------------------------------------- |
| Mery     | Primo Profeta di Amon | Sheikh Abd el-Qurna | XVIII dinastia (Amenhotep II) | versante est della collina; proprio sopra la TT29 |

## Biografia
Nebpehtira, Primo Profeta di Min di Koptos, fu il padre di Mery; Hunay(t) fu il nome della madre, Capo delle nutrici del Signore delle Due Terre, informazione ricavabile, tuttavia, dalla tomba TT84. Dey fu il nome della moglie.

## La tomba
TT95 venne progettata ambiziosamente ripartita in quattro unità architetturali che riflettono, attualmente, i vari stadi di costruzione e sono indicate con le sigle TT95A, 95B e 95C.
La cappella (TT95A) penetra nella roccia per 19 m e si presenta con la caratteristica forma a "T" rovesciata propria di questo periodo; dalla prima sala, molto ampia, con soffitto sorretto da dodici pilastri, si accede a una seconda sala con quattro pilastri solo sommariamente sbozzata nella roccia. L'asse centrale, che intercetta entrambe le sale era concepito per essere fiancheggiato da pilastri su entrambi i lati fino alla parte più interna, a somiglianza del percorso processionale di un tempio del Nuovo Regno. La parte nord della prima sala trasversale era completamente decorata (numeri da 3 a 8 e pilastri da A a F in planimetria); il lato ovest, al contrario, fu solo parzialmente decorato con disegni preliminari rappresentanti un'udienza reale; tutte le altre pareti sono prive di decorazioni e denotano varie fasi di lavorazione della pietra. Benché gli operai fossero impegnati nei lavori di realizzazione dei locali più interni, l'architrave di accesso era già rifinito e decorato con iscrizioni dipinte. Il cortile antistante la facciata, non ultimato, riflette due fasi di costruzione: parzialmente tagliato nella roccia e in parte realizzato con terrazzamento costituito mediante riempimento con detriti di scavo. La costruzione venne tuttavia abbandonata a seguito del crollo di un pilastro e di disallineamenti della pavimentazione d'entrata; l'analisi geologica ha evidenziato consistenti fratture nell'area del pilastro crollato che avrebbero potuto causare ulteriori cedimenti strutturali.
Durante la fase di costruzione, tuttavia, TT95 venne ampliata con due altri accessi alle strutture sotterranee costituite da corridoi in discesa indicate come TT95B e TT95C così da costituire due separati appartamenti funerari; nel corso dei secoli i corridoi vennero inoltre più volte riutilizzati come sepolture, specie durante il Terzo Periodo Intermedio e il Periodo Tardo. Durante il periodo romano, e poi successivamente fino all'era moderna, TT95 e le sue diverse ramificazioni venne sfruttata come deposito domestico e come abitazione.
In un pozzo funerario, originariamente scavato per i familiari del titolare, Mery, durante la campagna di scavo 2016, tra resti depredati di suppellettili e di corpi umani, venne rinvenuta quella che si ritiene essere la più antica protesi di piede ancora collegata a resti di un piede destro di mummia femminile risalente al Terzo Periodo Intermedio
Notizie sull'occupante originario della TT95 sono pure ricavabili dalla TT84 di Iamunedjeh, da Mery parzialmente usurpata. Planimetricamente, un breve corridoio dà accesso alla sala trasversale con dodici pilastri: sulla parete sinistra, rispetto all'ingresso (1 in planimetria), il defunto e la madre, con un cane nascosto sotto la sedia, ricevono l'omaggio di alcuni uomini alla presenza di musiciste, danzatrici e pubblico; poco discosto (2) i resti del dipinto di un uomo dinanzi al defunto (?). Sulla parete destra uomini in offertorio (3), il defunto in atto di verificare la conta del bestiame e delle capre (4); segue (5) il defunto alla verifica della pesatura dell'oro, della costruzione di carri, e controllo degli orafi e dei vasai. Sul lato corto (6-7) testi relativi al defunto e scene di offerta; una scena che rappresenta un uomo (8) è solo abbozzata sulla quadrettatura da disegno. Sui pilastri: (A) i titoli del defunto e il defunto e la moglie in atto di uscire per "incontrare il Sole"; (B) testi relativi alla festa per il Nuovo Anno; (C) il defunto, seguito dalla madre, consacra offerte per Ra-Horakhti e Amenhotep II; (D-E-F) testi.

### Annotazioni
1. ↑  La numerazione dei locali e delle pareti segue quella di Porter e Moss 1927, p. 176.
2. ↑  La prima numerazione delle tombe, dalla numero 1 alla 253, risale al 1913 con l’edizione del "Topographical Catalogue of the Private Tombs of Thebes" di Alan Gardiner e Arthur Weigall. Le tombe erano numerate in ordine di scoperta e non geografico; ugualmente in ordine cronologico di scoperta sono le tombe dalla 253 in poi.
3. ↑  I campi della Duat, ovvero l'aldilà egizio, si trovavano, secondo le credenze, proprio sulla riva occidentale del grande fiume.
4. ↑  Nella sua epoca di utilizzo, l'area era nota come "Quella di fronte al suo Signore" (con riferimento alla riva orientale, dove si trovavano le strutture dei Palazzi di residenza dei re e i templi dei principali dei) o, più semplicemente, "Occidente di Tebe".
5. ↑  le Tombe dei Nobili, benché raggruppate in un'unica area, sono di fatto distribuite su più necropoli distinte.
6. ↑  Le note, sovente di inquadramento topografico della tomba, sono tratte dal "Topographical Catalogue" di Gardiner e Weigall, ed. 1913 e fanno perciò riferimento alla situazione dell'epoca.
7. ↑  Si veda anche l'usurpazione della TT84
8. ↑  Fino a tempi molto recenti, alcune delle tombe vennero adibite ad abitazioni o a pertinenze di abitazioni, come stalle, cantine, depositi e magazzini. Tale impiego, protrattosi per millenni, come è intuibile, ha ulteriormente favorito il danneggiamento di già precarie rappresentazioni parietali o, in taluni casi, ha addirittura causato la perdita o la demolizione di pareti o colonne, o pilastri.
9. ↑  La protesi della TT95 è in legno e cuoio; un'altra protesi di piede, risalente verosimilmente al Nuovo regno, si trova presso il British Museum (cat. BM EA29996). È in cartonnage e non può ascriversi pienamente tra le protesi poiché, molto verosimilmente, non era destinata alla deambulazione (come quella sopra presentata), ma solo a riempire esteticamente un'amputazione per una mummia. Pare infatti difficile, essendo in cartonnage (lino e colla), senza articolazioni e senza altre dita, che la "protesi" del British Museum potesse garantire una deambulazione "normale": in fase di avanzamento del passo, infatti, la sporgenza costituita dall'alluce di "cartapesta" non avrebbe agevolato la camminata, ed anzi l'avrebbe non poco intralciata.

### Fonti
1. ↑  Gardiner e Weigall 1913.
2. ↑  Donadoni 1999,  p. 115.
3. ↑  Gardiner e Weigall 1913, p. 24.
4. 1 2  Porter e Moss 1927,  p. 195.
5. ↑  Gardiner e Weigall 1913, pp. 24-25.
6. 1 2  (EN) Sito Università di Basilea:, su lhtt.philhist.unibas.ch. URL consultato il 27.02.2017.
7. ↑  larghezza 17,50 m x profondità 8,30.
8. ↑  (EN) La più antica protesi di piede:, su unibas.ch. URL consultato il 27.02.2017.
9. ↑  Porter e Moss 1927,  pp. 195-197.